# Changes (canción de Faul and Wad Ad)
«Changes» —en español: «Cambios»— es una canción realizada por el dúo francés de música electrónica Faul & Wad Ad. Fue lanzado como sencillo en noviembre de 2013 alcanzando el número uno en la lista de sencillos de Alemania e ingresando en el top 5 de otros países europeos como el Reino Unido, Austria, Suiza, Bélgica, Italia y España. Samplea frases de la canción «Baby» de Pnau.
El vídeo musical ha sido dirigido por Felix Urbauer y filmado en Sudáfrica.

## Antecedentes
En 2007, Pnau lanzó la pista «Baby», cantada por un coro de niños en su álbum autotítulado. Pnau es un proyecto paralelo de Nick Littlemore del dúo australiano Empire of the Sun y de Peter Mayes. La canción "Baby" fue originalmente compuesta por Nick y Sam Littlemore y Peter Mayes y fue producido por Sam Littlemore también conocido como Sam La More. En 2013, Faul & Wad Ad descubrieron esta canción a través de Youtube y se les ocurrió la idea de utilizar las partes de la canción en la que canta el coro de niños para una producción a la que tiempo después titularían "Changes". A esta le añadieron sonidos de saxo aprovechando el éxito de canciones como "Jubel" de Klingande y "Sonnentanz" de Klangkarussell. El dúo le envió el tema a los miembros de Pnau y éstos les concedieron los derechos para usar los samples de "Baby" en su producción.

## Lista de canciones
| Descarga digital |           |          |  |
| N.º              | Título    | Duración |  |
| 1.               | «Changes» | 5:42     |  |

| Alemania — Descarga digital (EP) |                                        |          |  |
| N.º                              | Título                                 | Duración |  |
| 1.                               | «Changes» (Radio Mix)                  | 3:22     |  |
| 2.                               | «Changes» (Original Mix)               | 5:43     |  |
| 3.                               | «Changes» (Tocadisco's Sunny LA Remix) | 6:09     |  |
| 4.                               | «Changes» (Stefan Dabruck Remix)       | 6:00     |  |
| 5.                               | «Changes» (Robin Schulz Remix)         | 6:52     |  |

## Posicionamiento en listas y certificaciones
| Lista (2013–2014)                     | Mejor posición |
| ------------------------------------- | -------------- |
| Alemania (Offizielle Deutsche Charts) | 1              |
| Austria (Ö3 Austria Top 40)           | 2              |
| Bélgica (Flandes) (Ultratop 50)       | 3              |
| Bélgica (Valonia) (Ultratop 50)       | 6              |
| Escocia (The Official Charts Company) | 2              |
| Eslovaquia (Radio Top 100 Chart)      | 2              |
| España (Top 100 Canciones)            | 2              |
| Francia (SNEP)                        | 9              |
| Finlandia (OFC)                       | 16             |
| Grecia (Billboard Digital Songs)      | 3              |
| Hungría (Single Top 40)               | 4              |
| Irlanda (IRMA)                        | 24             |
| Italia (FIMI)                         | 3              |
| Países Bajos (Dutch Top 40)           | 15             |
| Polonia (Polish Airplay Top 100)      | 1              |
| Portugal (Billboard Digital Songs)    | 1              |
| Reino Unido (UK Singles Chart)        | 3              |
| Reino Unido (UK Dance Chart)          | 2              |
| República Checa (Rádio Top 100)       | 1              |
| Suecia (Sverigetopplistan)            | 47             |
| Suiza (Schweizer Hitparade)           | 4              |

| País     | Organismo certificador | Certificación | Ventas  | Ref.   |
| -------- | ---------------------- | ------------- | ------- | ------ |
| Alemania | BVMI                   | Oro           | 100 000 | [ 27 ] |
| Italia   | FIMI                   | Oro           | 15 000  | [ 28 ] |